# 中兴城址
中兴城址或称中兴古城，位于黑龙江省鹤岗市绥滨县忠仁镇高力岛。此处遗址是辽、金时代的五国部之奥里米国的部落城堡。
原为黑龙江省文物保护单位。2013年5月3日，中国国务院公布中兴城址为第七批全国重点文物保护单位（古遗址）。